# Spalicus oeditarsus
Spalicus oeditarsus is een hooiwagen uit de familie Zalmoxioidae.